# Валенте, Дуарте
Дуарте Уртигуэра Говея Бейран Валенте (порт. Duarte Urtigueira Gouveia Beirão Valente; 2 ноября 1999 года, Эшторил, Португалия) — португальский футболист, играющий на позиции полузащитника. Ныне выступает за португальский клуб «Эшторил-Прая».

## Карьера
Дуарте является воспитанником клуба «Эшторил». С сезона 2017/2018 — игрок основной команды. 14 августа 2017 года дебютировал в чемпионате Португалии поединком против «Витории Гимарайнш», выйдя на замену на 90-й минуте вместо Клебера.